# Il giovane favoloso
Il giovane favoloso è un film del 2014 diretto da Mario Martone incentrato sulla vita del poeta Giacomo Leopardi, qui interpretato da Elio Germano. 
Il titolo della pellicola è tratto da un racconto di Anna Maria Ortese in cui la scrittrice descrive il suo pellegrinaggio alla tomba del poeta nel Parco Vergiliano di Piedigrotta, a Napoli: «Così ho pensato di andare verso la grotta, in fondo alla quale, in un paese di luce, dorme, da cento anni, il giovane favoloso».

## Trama
Giacomo Leopardi è un bambino di straordinaria intelligenza e cultura che cresce nella casa-biblioteca a Recanati assieme ai fratelli Carlo e Paolina, alla madre e al padre, nello Stato Pontificio. Ha un rapporto difficile con il padre Monaldo, nobile autoritario, quindi dai modi rigidi. La madre di Leopardi è Adelaide Antici. Insofferente alle ristrettezze di un tale ambiente (Adelaide non dava alcun segno di calore ai figli, infatti Giacomo si conforta nello studio), il ragazzo vuole allontanarsi dalle mura familiari, desideroso di condividere il mondo intellettuale e reale dei suoi amici letterati (in particolare di Pietro Giordani) con i quali si tiene in contatto mediante una fitta corrispondenza.
Il piccolo Giacomo vive però tormentato  ed esausto da numerosi dubbi e problemi di salute e il 29 luglio 1819 un suo tentativo di fuga, tramite un falso passaporto, viene sventato dal padre. Rimane particolarmente turbato dalla morte di Teresa Fattorini, la figlia del cocchiere di famiglia, la quale rappresentava per Leopardi la speranza, tanto da dedicarle, dieci anni dopo, una poesia che verrà intitolata A Silvia.
A ventiquattro anni lascia finalmente Recanati, ma nel frattempo la sua salute peggiora. A Firenze conosce Antonio Ranieri, un nobile napoletano che diventerà il suo migliore amico e con il quale condivide alloggio e salotti mentre continua a dare alle stampe le sue opere di poesia e prosa, non sempre accolte da una critica favorevole. Conosce nel frattempo Fanny Targioni Tozzetti, una giovane aristocratica di cui si invaghisce;  verrà a instaurarsi un «triangolo sentimentale» (Giacomo, Fanny e Antonio Ranieri).
Giacomo si sposta a Roma, poi a Napoli, per motivi di ristrettezze economiche, sempre con l'amico Ranieri e, in ultimo, con Paolina (sorella di Ranieri), i quali si assicurano di vegliare sulla sua attività letteraria e di mettere in salvo i suoi scritti. Scoppia il colera: Giacomo e Ranieri compiono l'ultima tappa del loro lungo viaggio, trasferendosi in una delle ville di campagna che sorgono alle pendici del Vesuvio (Villa Carafa-Ferrigni, divenuta poi Villa delle Ginestre). In quella parentesi finale della sua vita, dopo aver assistito a un'eruzione del vulcano, sofferente e ormai vicino alla morte per il decadimento fisico, Giacomo Leopardi trova ispirazione per la celebre poesia La ginestra.

## Produzione

### Cast
Il film è stata la prima prova cinematografica per Gloria Ghergo, l'attrice che interpreta Teresa Fattorini (la celebre Silvia), così come per gli eredi della casa Leopardi: il conte Vanni ha infatti interpretato un cameo come cocchiere.

### Riprese
Il film è stato girato per gran parte a Recanati (nei luoghi leopardiani), Napoli, Firenze e Roma con un budget di 8 milioni di euro. Olimpia, figlia del conte Vanni, ha collaborato con il regista, appoggiandone in tutto l'intento biografico e aprendo gli spazi della proprietà per girare alcune scene.

## Distribuzione
Il film stato presentato in concorso alla 71ª Mostra internazionale d'arte cinematografica di Venezia il 1º settembre 2014 per poi venire distribuito nelle sale cinematografiche italiane il 16 ottobre successivo.
È stato proiettato anche in Francia, Spagna e Germania, ma la sua diffusione in paesi come gli Stati Uniti e i paesi asiatici è stata limitata

## Accoglienza

### Incassi
Uscito in 220 copie, nel primo fine settimana di programmazione in Italia il film ha incassato 1413416 €, raggiungendo la più alta media copia per sala con 5012 € e il secondo piazzamento al botteghino. L'incasso totale è stato di 7664764 €.
Lo storico e giornalista Ernesto Galli della Loggia attaccò duramente il film, indicandolo come una ricostruzione falsa e fuorviante della vita del Leopardi, lontanissimo dalle reali vicende - soprattutto intime a suo dire - del grande poeta, a cui il regista Martone non mancò di controbattere.

## Riconoscimenti
- 2014 - Mostra internazionale d'arte cinematografica di Venezia
  - Premio Pasinetti a Elio Germano
  - Premio Vittorio Veneto a Elio Germano
  - Premio AKAI a Iaia Forte
  - Premio Piero Piccioni a Sacha Ring
  - Nomination Leone d'oro a Mario Martone
- 2015 - David di Donatello
  - Migliore attore protagonista a Elio Germano
  - Migliore scenografia a Giancarlo Muselli
  - Migliori costumi a Ursula Patzak
  - Miglior trucco a Maurizio Silvi
  - Migliori acconciature a Aldo Signoretti e Alberta Giuliani
  - Nomination Miglior film a Mario Martone
  - Nomination Migliore regia a Mario Martone
  - Nomination Migliore sceneggiatura a Mario Martone  e Ippolita Di Majo
  - Nomination Miglior produttore a Palomar con Rai Cinema
  - Nomination Migliore fotografia a Renato Berta
  - Nomination Miglior montaggio a Jacopo Quadri
  - Nomination Miglior colonna sonora a Sacha Ring
  - Nomination Migliori effetti speciali a CHROMATICA
  - Nomination David giovani a Mario Martone
- 2015 - Nastro d'argento
  - Film dell'anno a Mario Martone, Palomar ed Elio Germano
  - Nomination Miglior casting director a Paola Rota e Raffaele Di Florio
- 2015 - Globo d'oro
  - Miglior film a Mario Martone
  - Nomination Migliore sceneggiatura a Mario Martone  e Ippolita Di Majo
  - Nomination Migliore fotografia a Renato Berta
- 2015 - Ciak d'oro
  - Miglior film a Mario Martone[12]
  - Migliore attore protagonista a Elio Germano[12]
  - Migliore sceneggiatura a Mario Martone  e Ippolita Di Majo[12]
  - Migliore scenografia a Giancarlo Muselli[12]
  - Migliori costumi a Ursula Patzak[12]
  - Nomination Migliore attore non protagonista a Michele Riondino
  - Nomination Miglior montaggio a Jacopo Quadri
  - Nomination Miglior sonoro in presa diretta a Alessandro Zanon e Vincenzo Nardi
  - Nomination Migliore produttore a Carlo degli Esposti, Patrizia Massa e Nicola Serra con Rai Cinema
  - Nomination Miglior manifesto a Patrizio Esposito, Paolo Sestito